# Ernst Kühnel

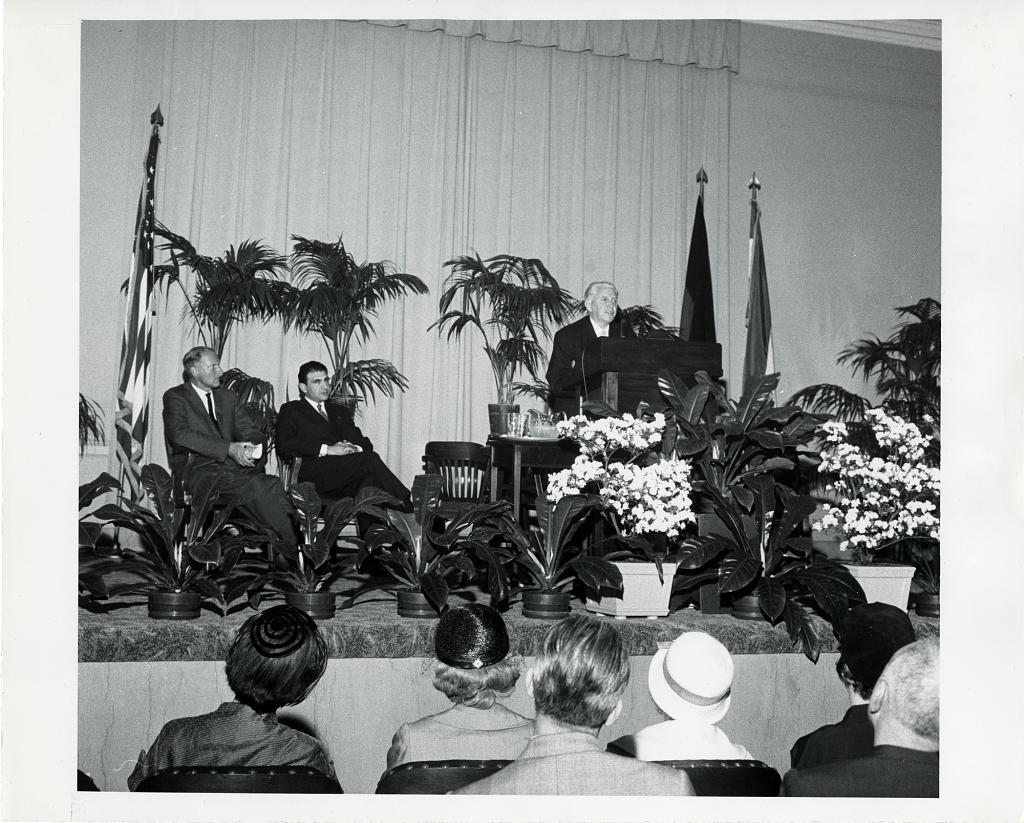
3. Mai 1960 Verleihung der Charles Lang Freer medal in der Freer Gallery of Art. Auf der Bühne (von links nach rechts) Franz Krapf, Ardeschir Zahedi, Ernst Kühnel am Podium

Paul Ernst Wilhelm Arthur Kühnel, auch Kuehnel (* 26. Oktober 1882 in Neubrandenburg; † 5. August 1964 in Berlin) war ein deutscher Kunsthistoriker und -sammler mit dem Schwerpunkt islamischen Kunst. Er war von 1931 bis 1951 Direktor der Islamischen Abteilung der Staatlichen Museen zu Berlin.

## Leben
Ernst Kühnel wurde geboren als Sohn des Neubrandenburger Gymnasiallehrers Paul Kühnel (1848–1924) und dessen Frau Eva-Hedwig, geb. Braun († 1885). 1901 studierte Kühnel zunächst Rechtswissenschaft für eine Laufbahn im diplomatischen Dienst in Paris und in Wien an der Konsularakademie. Ab 1902 studierte er Kunstgeschichte und Klassische Archäologie bei Karl Voll und Adolf Furtwängler in München. Anschließend ging er an die Universität Heidelberg, wo er 1906 bei Henry Thode mit einer Arbeit über den Maler Francesco Botticini promoviert wurde. Mitstudenten waren Rosa Schapire, Edwin Redslob, Walter Kaesbach und Emil Waldmann.
Ab 1905 bis 1909 unternahm er Studienreisen nach Italien, Nordafrika, diese in Begleitung seines Freundes Frido Witte (Italien 1905 und Tunesien 1912), und Spanien mit ersten Aufsätze über die Islamische Kunst in Spanien. Aus dem gesammelten Material entstanden später populärwissenschaftliche Bücher. 1909 ging Kühnel an das Kunstgewerbemuseum Berlin unter Otto von Falke und arbeitete an Ausstellungsprojekten mit, darunter bei Friedrich Sarre an der ersten großen internationalen islamischen Ausstellung in München.
1911 wurde er Mitarbeiter der von Sarre geleiteten islamischen Abteilung der Berliner Museen, 1922 Kustos und von 1931 bis 1951 Direktor des Museums für Islamische Kunst in Berlin.
1912 begleitete er Sarre zu den Ausgrabungen in Samarra. Seine erste bedeutende Veröffentlichung wurde die Neuauflage des 1901 von Wilhelm von Bode herausgebrachten Buches Vorderasiatische Knüpfteppiche aus älterer Zeit. 1915, im Ersten Weltkrieg, griff die Reichsregierung auf Kühnel wegen seiner Sprachkenntnisse zurück und entsandte ihn mit einem politischen Sonderauftrag gegen die Franzosen auf einen schwierigen Posten nach Marokko. Dort hielt er sich bis Kriegsende auf und anschließend noch einige Zeit in Spanien. Seither bildete die maurische Kunst Spaniens einen Schwerpunkt seiner Forschungen und er hielt mehrfach Vorlesungen an spanischen Universitäten. Weitere enge Verbindungen hatte Kühnel zu Ägypten, wo er in den 1930er bis 1940er Jahren als Gastprofessor lehrte. An der Berliner Universität unterrichtete er von 1930 bis 1954.
Mit Wissenschaftlern in den USA hatte er seit seiner Teilnahme an den Ausgrabungen in Ktesiphon 1928/29 und der Leitung der deutsch-amerikanische Grabungsexpedition 1931/32 enge Verbindungen. Von 1952 an untersuchte und katalogisierte er islamische Stoffe und Teppiche des „Textile Museum“ in Washington, D.C. Als Leiter der islamischen Abteilung der Staatlichen Museen zu Berlin organisierte Kühnel 1931/32 die Neuaufstellung dieser Abteilung im Südflügel des Pergamonmuseums nach historischen und wissenschaftlichen Gesichtspunkten und machte die Sammlung zu einer internationalen Zentralstelle für die Erforschung islamischer Kunst. Nach den Zerstörungen hier im Zweiten Weltkrieg war er bis 1952 mit der Wiederherstellung der Sammlung beschäftigt. Anfang 1952 wurde die „Kunstgeschichtliche Gesellschaft zu Berlin“ in West-Berlin durch Ernst Kühnel, Friedrich Winkler (1888–1965), Direktor des Kupferstichkabinetts, und Edwin Redslob, Reichskunstwart in der Weimarer Republik und Mitbegründer der Freien Universität, erneut ins Leben gerufen.
Als nach der Teilung Berlins die Museumsbestände in den 1950er Jahren nach West-Berlin zurückgegeben wurden, führte Kühnel die Einrichtung der islamischen Abteilung bis 1958 im Museumszentrum Berlin-Dahlem, seit 1968 „Museum für islamische Kunst“.
Kühnel war Erster Vorsitzender der Deutschen Orient-Gesellschaft und Mitglied zahlreicher deutscher und internationaler Akademien und Gesellschaften. Im Mai 1960 erhielt Ernst Kühnel die „Charles Lang Freer Medal“ in Washington.
Ernst Kühnel starb 1964 im Alter von 81 Jahren in Berlin. Sein Grab befindet sich auf dem Waldfriedhof Zehlendorf. Er ruht dort neben seiner Frau, der Kunsthistorikerin Irene Kühnel-Kunze (1899–1988), die er 1937 geheiratet hatte.

## Werk
Ernst Kühnel gilt als Altmeister der islamischen Kunstgeschichte und Archäologie. Seine Forschungen betrafen nahezu alle Arten islamischer Kunsterzeugnisse und es gelangen ihm viele grundlegende Datierungen und Lokalisierungen. Neben zahlreichen Einzelforschungen hatte Kühnel zusammenfassende Werke veröffentlicht, in denen er weiteren Kreisen die Grundlagen islamische Kunst erschloss. Als erstes erschien 1922 die Miniaturmalerei im islamischen Orient (franz. 1924, türk. 1954). In Einzeluntersuchungen hatte er verschiedene Malernamen festgestellt, zuletzt 1959 in den Saray-Alben der Berliner Staatsbibliothek. Auch für zahlreiche Enzyklopädien bearbeitete er die einschlägigen Stichworte. Seine Islamische Schriftkunst ist ein Beispiel meisterhaft kurzer Darstellung. Das Ornament und ikonographische Besonderheiten hatten ihn ebenso dauerhaft beschäftigt. Als letztes großes Werk verfasste er den 7. Band des Corpus der Mittelalterlichen Elfenbeinskulpturen (1972), in dem er seine Auffassung über die Herkunft der Olifant genannten mittelalterlichen Elfenbeinhörner und der sarazenischen Kästen sowie über die arabischen Werkstätten in Spanien niederlegte. Über die reine Kenntnis der Objekte hinausgehend, hatte er sich von Anfang an immer mit der Frage nach den Beziehungen der islamischen zur europäischen Kunst beschäftigt.

## Veröffentlichungen (Auswahl)
- Francesco Botticini, Dissertation Straßburg  1906
- Wilhelm von Bode: Vorderasiatische Knüpfteppiche aus älterer Zeit. Mit Beiträgen von Ernst Kühnel. Klinkardt & Biermann, Leipzig 1924 (5. Auflage: Vorderasiatische Knüpfteppiche aus alter Zeit. Klinkhardt & Biermann, München 1985, mit einem Nachwort von Friedrich Spuhler)
- Kunst des Orients. Akademische Verlagsgesellschaft Athenaion, Wildpark-Potsdam 1924
- Maurische Kunst. Bruno Cassirer, Berlin 1924
- mit Hermann Goetz: Indische Buchmalereien aus dem Jahángîr-Album der Staatsbibliothek zu Berlin. Scarabaeus Verlag, München 1924 (englische Ausgabe London 1926)
- Islamische Kleinkunst. R. C. Schmidt & Co., Berlin 1925
- Islamische Stoffe aus ägyptischen Gräbern in der Islamischen Kunstabteilung und in der Stoffsammlung des Schlossmuseums. E. Wasmuth, Berlin 1927
- Maurische Teppiche aus Alcaraz, Pantheon, München 1930
- Die indischen Miniaturen der Sammlung Otto Sohn-Rethel. In: Pantheon. Monatsschrift für Freunde und Sammler der Kunst, 9. Heft, September 1931
- Die Sammlung türkischer und islamischer Kunst im Tschinili Köschk. de Gruyter, Berlin 1938
- Islamische Schriftkunst. Verlag für Schriftkunde Heintze u. Blanckertz, Berlin, Leipzig 1942 (Nachdruck Akademische Druck- und Verlags-Anstalt, Graz 1986)
- Die Moschee. Verlag Die Moschee, Berlin 1949 (Nachdruck Verlag für Sammler, Graz 1974)
- Persische Miniaturmalerei. Safari-Verlag, Berlin 1959
- Islamische Kleinkunst. Klinkhardt & Biermann, Braunschweig 1963, 2., verb. u. verm. Aufl.
- Die islamischen Elfenbeinskulpturen (= Corpus der mittelalterlichen Elfenbeinskulpturen Band 7). Deutscher Verlag für Kunstwissenschaft, Berlin 1972, ISBN 3-87157-006-0
- Hunar-i islāmī. Ebne-Sina, Teheran 1976
- Die Arabeske. Verlag für Sammler, Graz 1977
- Kunst des Islam. Bohighar, Chittagong 1978